# Платт, Дэвид
Дэ́вид Э́ндрю Платт (англ. David Andrew Platt; род. 10 июня 1966, Чаддертон, Ланкашир, Англия) — английский футболист и футбольный тренер. Играл на позиции полузащитника. С 1989 по 1996 годы сыграл 62 матча за национальную сборную Англии, забил 27 голов, был капитаном сборной. В сезоне 1989/90 был признан Игроком года по версии футболистов ПФА.

## Биография

### «Кру Александра»
Дэвид Платт — выпускник футбольной академии «Манчестер Юнайтед», куда он пришёл в 1982 году, а в 1984 году подписал свой первый профессиональный контракт. Однако в январе 1985 года менеджер «Юнайтед» Рон Аткинсон отказался от услуг Платта и нескольких других молодых игроков. После этого Дэвид подписал контракт с командой четвёртого дивизиона «Кру Александра», которую тренировал Дарио Гради. За три сезона в этой команде Платт стал одним из ведущих игроков «Кру» и показал себя выносливым, мобильным полузащитником, регулярно забивающим голы. В сезоне 1986/87 Платт забивал в среднем по одному голу в двух играх, в середине следующего сезона он имел показатель результативности уровня форварда — 19 голов в 26 матчах.

### «Астон Вилла»
По ходу сезона 1987/88 Платт был куплен «Астон Виллой», игравшей во втором дивизионе, за 200 тысяч фунтов стерлингов. В том же сезоне команда пробилась в первый дивизион. В первом после повышения в классе сезоне команда заняла четвёртое место с конца турнирной таблицы, однако в следующем сезоне ведомая Платтом «Вилла» заняла второе место в чемпионате Англии, а сам Дэвид был признан Игроком года по версии футболистов ПФА.

### Чемпионат мира 1990 года
Тренер национальной сборной Англии Бобби Робсон не обошёл вниманием успехи молодого игрока и пригласил его в команду. Платт дебютировал в сборной 15 ноября 1989 года в товарищеском матче с Италией (0:0). Позже Робсон включил Дэвида в заявку на чемпионат мира 1990 года. В групповом турнире Платт дважды появился на поле, оба раза выходя на замену в концовке матче и ничем особенным не выделяясь, однако в матче 1/8 финала против Бельгии он, выйдя на замену, принёс своей команде победу, забив в дополнительное время, на 119-й минуте, решающий гол, который вывел англичан в четвертьфинал. Этот гол стал первым для Дэвида в сборной. В матче 1/4 финала со сборной Камеруна он вышел уже в стартовом составе вместо получившего травму капитана сборной, Брайана Робсона, и вновь отметился забитым голом, открыв счёт на 25-й минуте. Англия в итоге одержала победу в дополнительное время со счётом 3:2. Победитель полуфинального матча между командами Англии и ФРГ при ничейном (1:1) счёте в основное и дополнительное время должен был быть выявлен серией послематчевых пенальти. Платт бил у англичан третьим и свой пенальти забил, но это не помогло его сборной, поскольку бившие после него игрока свои удары не реализовали, и сборная ФРГ одержала победу. В проигранном итальянцам со счётом 2:1 матче за третье место Платт забил единственный гол своей сборной. Англия заняла четвёртое место на чемпионате мира, а Платт стал одним из открытий турнира.

### Италия: «Бари», «Ювентус», «Сампдория»
После чемпионата мира Платт ещё один сезон отыграл за «Астон Виллу», которая вновь вела борьбу за сохранение места в первом дивизионе, и в июле 1991 года перешёл в итальянский клуб «Бари», заплативший за него 5,5 миллионов фунтов стерлингов. В своём первом итальянском сезоне Платт выступил очень хорошо, забив 11 голов в Серии А, команды которой традиционно отличаются сильной игрой в защите.
В июне 1992 года Дэвид перешёл в туринский «Ювентус», заплативший за него 6,5 миллионов фунтов стерлингов. В «Старой синьоре» ему не удалось раскрыться, поскольку тренер команды, Джованни Трапаттони из-за наличия в составе таких игроков как Андреас Мёллер, Дино Баджо, Джанкарло Марокки и Антонио Конте использовал Платта больше как опорного полузащитника и не давал ему много играть в атаке. В 16 матчах чемпионата Италии англичанин лишь три раза поразил ворота, однако он стал обладателем первого серьёзного трофея в своей карьере, посодействовав победе «Ювентуса» в Кубке УЕФА 1992/93.
В июле 1993 года Платт стал игроком «Сампдории», которую тренировал шведский специалист Свен-Ёран Эрикссон. В «Сампдории» у Дэвида была более свободная роль по сравнению с «Ювентусом», он вновь много забивал, став в дебютном сезоне третьим в списке бомбардиров команды. Также в сезоне 1993/94 Платт помог команде выиграть Кубок Италии и занять третье место в Серии А. В следующем сезоне он вновь был одним из лидеров атак «Сампдории», уступив из одноклубников лишь Рууду Гуллиту по количеству забитых голов.

### Возвращение в Англию: «Арсенал» и чемпионат Европы 1996 года
После четырёх сезонов, проведённых в Италии, летом 1995 года Платт вернулся в Англию, подписав контракт с лондонским «Арсеналом», заплатившим за него «Сампдории» 4,75 миллиона фунтов стерлингов. В «Арсенале», бывшем в то время середняком английской Премьер-лиги, происходили большие изменения: в одно время с Платтом в команду пришёл голландский нападающий Деннис Бергкамп, надолго ставший её ключевым игроком, через год «канониров» возглавил француз Арсен Венгер. «Арсенал» за три года пребывания в команде Дэвида Платта поднялся до уровня лидера Премьер-лиги и в сезоне 1997/98 выиграл и чемпионат, и Кубок Англии.
В 1996 году Платт в последний раз выступал за сборную на международном турнире — на чемпионате Европы, проходившем в Англии. Матчи группового турнира он начинал на скамейке запасных, дважды выйдя на замену, а в четвертьфинале со сборной Испании вышел в основном составе вместо дисквалифицированного Пола Инса. В основное и дополнительное время матча счёт так и не был открыт, поэтому победитель определялся в серии пенальти, в которой, в том числе и благодаря точному удару Платта, сильнее оказалась английская сборная (4:2). В полуфинальном матче со сборной Германии Дэвид занял непривычную для себя позицию правого защитника, заменив дисквалифицированного Гари Невилла. В этом матче повторилась история шестилетней давности: матч завершился со счётом 1:1, а в серии пенальти, в которой Платт опять забил, немцы оказались сильнее и вышли в финал, в котором одолели команду Чехии. Этот матч стал для Дэвида последним в составе национальной сборной. Всего за команду Англии он сыграл 62 матча и забил 27 голов.
Летом 1998 года Платт, которому только исполнилось 32 года, неожиданно объявил о завершении карьеры игрока.

### Тренерская деятельность
17 декабря 1998 года Платт был назначен тренером «Сампдории», в которой после ухода Эрикссона в 1997 году сменилось уже три тренера. Поскольку Платт не имел надлежащей тренерской лицензии, формально он занимал должность координатора при тренере Джорджо Венери. Он принял команду, когда она занимала 13-е место в турнирной таблице. В феврале 1999 года, после шести подряд матчей без единой победы, Платт был уволен, а «Сампдория» к тому времени занимала уже 18-е место в Серии А и по итогам сезона опустилась в Серию Б.
В июле 1999 года Платт возглавил «Ноттингем Форест», только что покинувший Премьер-лигу. Он сделал несколько громких приобретений, однако они оказались неудачными, а «Форест» не показывал игру, достойную выхода в Премьер-лигу, заканчивая сезон под управлением Платта в середине турнирной таблицы. Кроме того, у клуба начались финансовые проблемы, и Платт был вынужден продавать ключевых игроков для того, чтобы рассчитаться с долгами, оставшимися от его громких приобретений в первое время на посту менеджера клуба, которые включали покупку двух итальянских игроков за почти 5 миллионов фунтов стерлингов (Джанлука Петрачи и Сальваторе Матрекано из «Перуджи» вместе стоили 4,8 миллиона фунтов плюс бесплатный переход Морено Маннини из «Сампдории»). В сезоне 1999/2000 Платт даже сам вернулся на поле в качестве играющего тренера. Дэвид Платт был одним из самых нелюбимых болельщиками персон клуба. На нём лежит ответственность за ряд неудачных покупок стоимостью в миллионы фунтов. Вследствие их клуб ещё больше погряз в долгах, а качество игры оставляло желать лучшего.
17 июля 2001 года Платт был назначен главным тренером молодёжной сборной Англии. Под его руководством сборная выступала ненамного лучше «Ноттингем Форест» — неудачно выступила на чемпионате Европы 2002 года (последнее место в группе) и не смогла попасть на чемпионат 2004 года (третье место в отборочной группе). После непопадания на Евро 2004 Платта на посту тренера молодёжной сборной сменил Питер Тейлор.

## Достижения
Кру Александра
- Обладатель Молочного кубка: 1987

Ювентус
- Обладатель Кубка УЕФА: 1992/93

Сампдория
- Обладатель Кубка Италии: 1993/94

Арсенал
- Чемпион Англии: 1997/98
- Обладатель Кубка Англии: 1997/98

Сборная Англии
- Четвёртое место на чемпионате мира: 1990
- Полуфиналист чемпионата Европы: 1996